# Kasteel van Ishëm
Het Kasteel van Ishëm (Albanees: Kalaja e Ishmit) is een kasteel in Ishëm in Albanië. Het werd gebouwd tussen 1572 en 1574 door de Ottomanen. Aan de voorzijde van het kasteel is de Albanese kunstenaar Ibrahim Kodra begraven.